# Офшор
Офшо́р (англ. offshore — «поза берегом», «поза межами») — це метод ухилення від сплати податків, який спирається на законодавство багатьох країн (в основному острівних), які частково або повністю звільняють від оподаткування доходи компаній, отримані поза межами кордонів (берегів) країни реєстрації; один з основних і найефективніших методів цього спрямування. Часто умовою того, щоб вважати компанію офшорною, є відсутність у неї господарської діяльності в межах (суші) країни реєстрації.
Термін «офшор» вперше з'явився в одній із газет на східному узбережжі США наприкінці 50-х років XX століття. Мова йшла про фінансову організацію, що перемістила свою діяльність на територію зі сприятливим податковим кліматом. Таким чином, походження терміна «офшор» не юридичне, а економіко-географічне.

## Правила написання
Сьогодні можна спостерігати різне написання англійського слова offshore (пор.: офф-шор, оф-шор, оффшор, офшор). Проте правописним нормам сучасної української літературної мови відповідає написання офшор, бо в загальних назвах іншомовного походження при збігу однакових приголосних префікса й кореня подвоєний приголосний маємо лише тоді, коли в мові вживається паралельне непрефіксальне слово, як маємо у словах імміграція (бо є міграція), інновації (бо є новації).

## Класифікація офшорів

### Класичні офшори
Компанії, зареєстровані в офшорі, використовуються для зменшення податкового тягаря на бізнес та для захисту активів. Класичні офшорні компанії не мають права вести будь-яку діяльність на території країни, де вони зареєстровані. Вони також звільнені від будь-якої податкової звітності та сплачують лише фіксований податковий збір.
Приклади класичних офшорів: Беліз, Панама, Домініка, острів Джерсі та інші.

### Офшори з низьким рівнем оподаткування
Компанії, зареєстровані в офшорних зонах із низьким рівнем оподаткування (юридичні офшори), повинні здавати звіти та платити податки за спрощеною системою оподаткування.
Приклади офшорів з низьким рівнем оподаткування: Велика Британія, Кіпр, Гонконг, Нова Зеландія.

### Офшори з рівнем оподаткування вище середнього
Компанії, зареєстровані в таких юридичних зонах, використовуються для забезпечення високого рівня довіри, вони зобов'язані сплачувати всі податки та здавати звіти, завірені аудитором.
Приклади таких юрисдикцій: Австрія, Швейцарія, Данія.